# オリンピックのクロスカントリースキー競技・男子メダリスト一覧
オリンピックのクロスカントリースキー競技・男子メダリスト一覧は、1924年から2022年までのオリンピッククロスカントリースキー競技における男子メダリストの一覧である。

## 18km/15km
- 1924-1952 18km
- 1956- 15km

| 大会名                              | 金                                                | 銀                                                  | 銅                                                    |
| ----------------------------------- | ------------------------------------------------- | --------------------------------------------------- | ----------------------------------------------------- |
| 1924 シャモニー・モンブラン         | トルライフ・ハウグ ノルウェー (NOR)               | ヨハン・グロットムスブローテン ノルウェー (NOR)     | タパニ・ニク フィンランド (FIN)                       |
| 1928 サンモリッツ                   | ヨハン・グロットムスブローテン ノルウェー (NOR)   | オーレ・ヘッゲ ノルウェー (NOR)                     | ライダル・エデゴールト ノルウェー (NOR)               |
| 1932 レークプラシッド               | スベン・ウッテルストローム スウェーデン (SWE)     | アクセル・ウィクストローム スウェーデン (SWE)       | ベリ・サーリネン フィンランド (FIN)                   |
| 1936 ガルミッシュ・パルテンキルヘン | エリク・アウグスト・ラーション スウェーデン (SWE) | オッドビョルン・ハーゲン ノルウェー (NOR)           | ペッカ・ニエミ フィンランド (FIN)                     |
| 1948 サンモリッツ                   | マルチン・ルンドストローム スウェーデン (SWE)     | ニルス・エステンソン スウェーデン (SWE)             | グンナール・エリクソン スウェーデン (SWE)             |
| 1952 オスロ                         | ホルゲール・ブレンデン ノルウェー (NOR)           | タピオ・マケラ フィンランド (FIN)                   | パーボ・ロンキラ フィンランド (FIN)                   |
| 1956 コルチナ・ダンペッツオ         | ホルゲール・ブレンデン ノルウェー (NOR)           | シクステン・イェルンベリ スウェーデン (SWE)         | パヴェル・コルチン ソビエト連邦 (URS)                 |
| 1960 スコーバレー                   | ハーコン・ブルスベーン ノルウェー (NOR)           | シクステン・イェルンベリ スウェーデン (SWE)         | ヘイコ・ハクリネン フィンランド (FIN)                 |
| 1964 インスブルック                 | イーロ・マンチランタ フィンランド (FIN)           | ハラルト・グロニンゲン ノルウェー (NOR)             | シクステン・イェルンベリ スウェーデン (SWE)           |
| 1968 グルノーブル                   | ハラルト・グロニンゲン ノルウェー (NOR)           | イーロ・マンチランタ フィンランド (FIN)             | グンナール・ラーション スウェーデン (SWE)             |
| 1972 札幌                           | スベン＝エーク・ルンベッキ スウェーデン (SWE)     | フェドル・シマショフ ソビエト連邦 (URS)             | イバル・フォルモ ノルウェー (NOR)                     |
| 1976 インスブルック                 | ニコライ・バジュコフ ソビエト連邦 (URS)           | エフゲニー・ベリヤエフ ソビエト連邦 (URS)           | アルト・コイビスト フィンランド (FIN)                 |
| 1980 レークプラシッド               | トーマス・ワシュベリ スウェーデン (SWE)           | ユハ・ミエト フィンランド (FIN)                     | オヴェ・アウンリ ノルウェー (NOR)                     |
| 1984 サラエボ                       | グンデ・スヴァン スウェーデン (SWE)               | アキ・カルボネン フィンランド (FIN)                 | ハッリ・キルヴェスニエミ フィンランド (FIN)           |
| 1988 カルガリー                     | ミハイル・デビアチアロフ ソビエト連邦 (URS)       | ポール＝グンナル・ミッケルスプラス ノルウェー (NOR) | ヴラジーミル・スミルノフ ソビエト連邦 (URS)           |
| 2002 ソルトレークシティ             | アンドルス・ベールパル エストニア (EST)           | フローデ・エスティル ノルウェー (NOR)               | ヤーク・マエ エストニア (EST)                         |
| 2006 トリノ                         | アンドルス・ベールパル エストニア (EST)           | ルカシュ・バウアー チェコ (CZE)                     | トビアス・アンゲラー ドイツ (GER)                     |
| 2010 バンクーバー                   | ダリオ・コロニャ スイス (SUI)                     | ピエトロ・ピレル・コットレル イタリア (ITA)         | ルカシュ・バウアー チェコ (CZE)                       |
| 2014 ソチ                           | ダリオ・コロニャ スイス (SUI)                     | ヨハン・オルソン スウェーデン (SWE)                 | ダニエル・リチャードソン スウェーデン (SWE)           |
| 2018 平昌                           | ダリオ・コロニャ スイス (SUI)                     | シーメン・ヘグスタッド・クルーゲル ノルウェー (NOR) | デニス・スピツォフ ロシアからのオリンピック選手 (OAR) |
| 2022 北京                           | イーボ・ニスカネン フィンランド (FIN)             | アレクサンドル・ボルシュノフ ROC (ROC)              | ヨハンネス・ヘスフロト・クレボ ノルウェー (NOR)       |

## 50km
| 大会名                              | 金                                          | 銀                                                              | 銅                                                      |
| ----------------------------------- | ------------------------------------------- | --------------------------------------------------------------- | ------------------------------------------------------- |
| 1924 シャモニー・モンブラン         | トルライフ・ハウグ ノルウェー (NOR)         | トラルフ・ストロームスタット ノルウェー (NOR)                   | ヨハン・グロットムスブローテン ノルウェー (NOR)         |
| 1928 サンモリッツ                   | ペル・エリク・ヘドルント スウェーデン (SWE) | グスタフ・ヨンソン スウェーデン (SWE)                           | ボルゲル・アンデション スウェーデン (SWE)               |
| 1932 レークプラシッド               | ベリ・サーリネン フィンランド (FIN)         | ベイネ・リッカネン フィンランド (FIN)                           | アルネ・ルスタットスチュエン ノルウェー (NOR)           |
| 1936 ガルミッシュ・パルテンキルヘン | エリス・ウィクラント スウェーデン (SWE)     | アクセル・ウィクストローム スウェーデン (SWE)                   | ニルス＝ヨエル・エンクラント スウェーデン (SWE)         |
| 1948 サンモリッツ                   | ニルス・カールソン スウェーデン (SWE)       | ハラルト・エリクソン スウェーデン (SWE)                         | ベンヤミン・バンニネン フィンランド (FIN)               |
| 1952 オスロ                         | ヘイコ・ハクリネン フィンランド (FIN)       | イーロ・コレマイネン フィンランド (FIN)                         | マグナル・エステンスタット ノルウェー (NOR)             |
| 1956 コルチナ・ダンペッツオ         | シクステン・イェルンベリ スウェーデン (SWE) | ヘイコ・ハクリネン フィンランド (FIN)                           | フェドル・テレンチェフ ソビエト連邦 (URS)               |
| 1960 スコーバレー                   | カレビ・ハマライネン フィンランド (FIN)     | ヘイコ・ハクリネン フィンランド (FIN)                           | ロルフ・レームゴールト スウェーデン (SWE)               |
| 1964 インスブルック                 | シクステン・イェルンベリ スウェーデン (SWE) | アーサー・レーンルンド スウェーデン (SWE)                       | アルト・チアイネン フィンランド (FIN)                   |
| 1968 グルノーブル                   | オーレ・エレフセター ノルウェー (NOR)       | ビャチェスラフ・ベデニン ソビエト連邦 (URS)                     | ヨゼフ・ハース スイス (SUI)                             |
| 1972 札幌                           | ポル・チルドム ノルウェー (NOR)             | マグネ・ミルモ ノルウェー (NOR)                                 | ビャチェスラフ・ベデニン ソビエト連邦 (URS)             |
| 1976 インスブルック                 | イバル・フォルモ ノルウェー (NOR)           | ゲルト＝ディートマー・クラウゼ 東ドイツ (GDR)                   | ベニー・セデルグレン スウェーデン (SWE)                 |
| 1980 レークプラシッド               | ニコライ・ジミャトフ ソビエト連邦 (URS)     | ユハ・ミエト フィンランド (FIN)                                 | アレクサンドル・ザビヤロフ ソビエト連邦 (URS)           |
| 1984 サラエボ                       | トーマス・ワシュベリ スウェーデン (SWE)     | グンデ・スヴァン スウェーデン (SWE)                             | アキ・カルボネン フィンランド (FIN)                     |
| 1988 カルガリー                     | グンデ・スヴァン スウェーデン (SWE)         | マウリリオ・デ・ゾルト イタリア (ITA)                           | アンディ・グリューネンフェルダー スイス (SUI)           |
| 1992 アルベールビル                 | ビョルン・ダーリ ノルウェー (NOR)           | マウリリオ・デ・ゾルト イタリア (ITA)                           | ジョルジョ・ヴァンツェッタ イタリア (ITA)               |
| 1994 リレハンメル                   | ヴラジーミル・スミルノフ カザフスタン (KAZ) | ミカ・ミュルレ フィンランド (FIN)                               | ストゥーレ・ジベルトセン ノルウェー (NOR)               |
| 1998 長野                           | ビョルン・ダーリ ノルウェー (NOR)           | ニクラス・ヨンソン スウェーデン (SWE)                           | クリスチャン・ホフマン オーストリア (AUT)               |
| 2002 ソルトレークシティ             | ミハイル・イワノフ ロシア (RUS)             | アンドルス・ベールパル エストニア (EST)                         | オッド＝ビョルン・イエルメセト ノルウェー (NOR)         |
| 2006 トリノ                         | ジョルジョ・ディ・チェンタ イタリア (ITA)   | エフゲニー・デメンティエフ ロシア (RUS)                         | ミハイル・ボトビノフ オーストリア (AUT)                 |
| 2010 バンクーバー                   | ペッテル・ノールトゥグ ノルウェー (NOR)     | アクセル・タイヒマン ドイツ (GER)                               | ヨハン・オルソン スウェーデン (SWE)                     |
| 2014 ソチ                           | アレクサンドル・レグコフ ロシア (RUS)       | マキシム・ヴィレグジャニン ロシア (RUS)                         | イリヤ・チェルノウソフ ロシア (RUS)                     |
| 2018 平昌                           | イーボ・ニスカネン フィンランド (FIN)       | アレクサンドル・ボルシュノフ ロシアからのオリンピック選手 (OAR) | アンドレイ・ラルコフ ロシアからのオリンピック選手 (OAR) |
| 2022 北京                           | アレクサンドル・ボルシュノフ ROC (ROC)      | イワン・ヤキムシュキン ROC (ROC)                                | シメン・ヘグスタ・クリューゲル ノルウェー (NOR)         |

## 4x10kmリレー
| 大会名                              | 金 | 銀 | 銅 |
| ----------------------------------- | --- | --- | --- |
| 1936 ガルミッシュ・パルテンキルヘン | フィンランド (FIN) スロ・ヌルメラ クラエス・カルピネン マッチ・ラード コーレ・ヤルカネン                                           | ノルウェー (NOR) オッドビョルン・ハーゲン オラフ・ホフスバッケン スヴェレ・ブローダール ビャルネ・イヴェルセン                     | スウェーデン (SWE) ジョン・ベリエル エリック・アウグスト・ラルソン アルツール・ヘーグブロード マルティン・マツボ         |
| 1948 サンモリッツ                   | スウェーデン (SWE) ニルス・エステンソン ニルス・トープ グンナール・エリクソン マーティン・ランドストローム                         | フィンランド (FIN) ラウリ・シルヴェノイネン テウヴォ・ラウッカネン サウリ・リュトキュ アウグスト・キウル                           | ノルウェー (NOR) アーリン・エヴェンセン オーラフ・エケン ライダル・ニーボリク オーラフ・ハーゲン                         |
| 1952 オスロ                         | フィンランド (FIN) ヘイッキ・ハス パーボ・ロンキラ ウルポ・コルホネン タピオ・マケラ                                               | ノルウェー (NOR) マグナル・エステンスタット ミカル・キルクホルト マルティン・ストッケン ホルガイル・ブレンデン                     | スウェーデン (SWE) ニルス・トープ シーグルト・アンデション エーナル・ヨセフソン マーティン・ルンドストローム             |
| 1956 コルチナ・ダンペッツオ         | ソビエト連邦 (URS) フェドル・テレンチェフ パヴェル・コルチン ニコライ・アニキン ヴラジーミル・クジン                               | フィンランド (FIN) アウグスト・キウル ヨルマ・コルテライネン アルヴォ・ヴィータネン ヴェイッコ･ハクリネン                          | スウェーデン (SWE) レンナート・ラーション グンナル・サミュエルソン ペール＝エリック・ラーション シクステン・イェルンベリ |
| 1960 スコーバレー                   | フィンランド (FIN) トイミ・アラタロ エーロ・マンティランタ ヴェイノ・フータラ ヴェイッコ･ハクリネン                                | ノルウェー (NOR) ハラルド・グルンニンゲン ホルガイル・ブレンデン アイナル・オストビー ホーコン・ブルースヴェーン                   | ソビエト連邦 (URS) アナトリ・シェリューキン ゲンナディ・ヴァガノフ アレクセイ・クズネトフ ニコライ・アニキン             |
| 1964 インスブルック                 | スウェーデン (SWE) カール＝オーケ・アスフ シクステン・イェルンベリ ジャンネ・ステファンソン アーサー・レーンルンド                 | フィンランド (FIN) ヴェイノ・フータラ アルト・ティアイネン カレヴィ・ラウリラ エーロ・マンティランタ                               | ソビエト連邦 (URS) イワン・ウトロビン ゲンナディ・ヴァガノフ イーゴリ・ヴォロンチキーン パヴェル・コルチン               |
| 1968 グルノーブル                   | ノルウェー (NOR) オッド・マルティンセン ポール・ティルダム ハラルド・グルンニンゲン オーレ・エレフゼーター                         | スウェーデン (SWE) ヤン・ハルヴァーション ビジョーネ・アンデション グンナル・ラーション アーサー・レーンルンド                     | フィンランド (FIN) カレヴィ・オイカライネン ハンヌ・タイパレ カレヴィ・ラウリラ エーロ・マンティランタ                   |
| 1972 札幌                           | ソビエト連邦 (URS) ウラジミル・ボロンコフ ユーリ・スコボフ フョードル・シマショフ ビャチェスラフ・ベデニン                         | ノルウェー (NOR) オドバル・ブラー ポル・チルドム イヴァル・フォルモ ヨン・ハルヴィケン                                             | スイス (SUI) アルフレート・ケーリン アルベルト・ギガー アロイス・ケーリン エドゥアルト・ハウザー                         |
| 1976 インスブルック                 | フィンランド (FIN) マッティ・ピトカネン ユハ・ミエト ペンティ・テウラヤルヴィ アルト・コイヴィスト                                 | ノルウェー (NOR) ポール・ティルダム アイナル・サーグスチュアン イヴァール・フォルモ オッド・マルティンセン                         | ソビエト連邦 (URS) エフゲニー・ベルヤエフ ニコライ・バジューコフ セルゲイ・サヴェリャエフ イワン・ガラーニン             |
| 1980 レークプラシッド               | ソビエト連邦 (URS) ヴァシーリー・ロチェフ ニコライ・バジューコフ エフゲニー・ベルヤエフ ニコライ・ジミャトフ                       | ノルウェー (NOR) ラーシュ＝エリク・エリクセン ペール＝クヌート・オーラント オヴェ・アウンリ オッドヴァール・ブロー                 | フィンランド (FIN) ハッリ・キルヴェスニエミ ペンティ・テウラヤルヴィ マッティ・ピトカネン ユハ・ミエト                   |
| 1984 サラエボ                       | スウェーデン (SWE) トーマス・ワシュベリ ベニー・コールベリ ヤン・オットション グンデ・スヴァン                                     | ソビエト連邦 (URS) アレクサンドル・バチュク アレクサンドル・ザヴャロフ ヴラジミール・ニキチン ニコライ・ジミャトフ                 | フィンランド (FIN) カリ・リスタネン ユハ・ミエト ハッリ・キルヴェスニエミ アキ・カルボネン                               |
| 1988 カルガリー                     | スウェーデン (SWE) ヤン・オットション トーマス・ワシュベリ グンデ・スヴァン トルグニー・モグレアン                                 | ソビエト連邦 (URS) ヴラジーミル・スミルノフ ヴラジミール・サクノフ ミハイル・デビアチアロフ アレクセイ・プロクロロフ               | チェコスロバキア (TCH) ラディム・ニッチ ヴァクラフ・コルンカ パヴェル・ベンチ ラディスラフ・シュヴァンダ                 |
| 1992 アルベールビル                 | ノルウェー (NOR) テリエ・ラングリ ベガール・ウルバン クリステン・シェルダル ビョルン・ダーリ                                       | イタリア (ITA) ジュゼッペ・プリエ マルコ・アルバレロ ジョルジョ・ヴァンツェッタ シルビオ・ファウネル                               | フィンランド (FIN) ミカ・クーシスト ハッリ・キルヴェスニエミ ヤリ・レーシャネン ヤリ・イソメトサエ                       |
| 1994 リレハンメル                   | イタリア (ITA) マウリリオ・デ・ゾルト マルコ・アルバレロ ジョルジョ・ヴァンツェッタ シルビオ・ファウネル                           | ノルウェー (NOR) ストゥーレ・ジベルトセン ベガール・ウルバン トーマス・アルスゴール ビョルン・ダーリ                               | フィンランド (FIN) ミカ・ミュルレ ハッリ・キルヴェスニエミ ヤリ・ラエサエネン ヤリ・イソメトサエ                         |
| 1998 長野                           | ノルウェー (NOR) ストゥーレ・ジベルトセン エルリング・イエブネ ビョルン・ダーリ トーマス・アルスゴール                             | イタリア (ITA) マルコ・アルバレロ フルビオ・バルブーザ ファビオ・メイ シルビオ・ファウネル                                         | フィンランド (FIN) ハッリ・キルヴェスニエミ ミカ・ミュルレ サミ・レポ ヤリ・イソメトサエ                                 |
| 2002 ソルトレークシティ             | ノルウェー (NOR) アンデルス・オークランド フローデ・エスティル クリステン・シェルダル トーマス・アルスゴール                       | イタリア (ITA) ファビオ・メイ ジョルジョ・ディ・チェンタ ピエトロ・ピレル・コットレル クリスチャン・ゾルジ                         | ドイツ (GER) イェンス・フィルブリッヒ アンドレアス・シュリューター トビアス・アンゲラー レネ・ゾンマーフェルト           |
| 2006 トリノ                         | イタリア (ITA) フルビオ・バルブーザ ジョルジョ・ディ・チェンタ ピエトロ・ピレル・コットレル クリスチャン・ゾルジ                   | ドイツ (GER) アンドレアス・シュリューター イェンス・フィルブリッヒ レネ・ゾンマーフェルト トビアス・アンゲラー                     | スウェーデン (SWE) マッツ・ラーション ヨハン・オルソン アンデシュ・セデルグレン マティアス・フレデリクソン               |
| 2010 バンクーバー                   | スウェーデン (SWE) ダニエル・リチャードソン ヨハン・オルソン アンデシュ・セデルグレン マルクス・ヘルナー                           | ノルウェー (NOR) マルティン・ヨンスル・スンビ オッド＝ビョルン・イエルメセト ラーシュ・ベルゲル ペッテル・ノールトゥグ             | チェコ (CZE) マルティン・ヤクス ルカシュ・バウアー イリ・マガル マルティン・コウカル                                     |
| 2014 ソチ                           | スウェーデン (SWE) ラーシュ・ネルソン ダニエル・リチャードソン ヨハン・オルソン マルクス・ヘルナー                                 | ロシア (RUS) ドミトリー・ヤパロフ アレクサンドル・ベススメルトニフ アレクサンドル・レグコフ マキシム・ヴィレグジャニン             | フランス (FRA) ジャン・ゲラール モリス・マニフィカ ロビン・デュヴィラール イヴァン・ボワトゥー                           |
| 2018 平昌                           | ノルウェー (NOR) ディドリク・トンセト マルティン・ヨンスル・スンビ シーメン・ヘグスタッド・クルーゲル ヨハネス・ヘスフロト・クレボ | ロシアからのオリンピック選手 (OAR) アンドレイ・ラルコフ アレクサンドル・ボルシュノフ アレクセイ・チェルボトキン デニス・スピツォフ | フランス (FRA) ジャン＝マルク・ガイヤール モリス・マニフィカ クレマン・パリス アドリアン・バックシャイダー               |
| 2022 北京                           | ROC (ROC) アレクセイ・チェルヴォトキン アレクサンドル・ボルシュノフ デニス・スピツォフ セルゲイ・ウスチュゴフ                      | ノルウェー (NOR) エミル・イヴェルセン ポール・ゴルベルグ ハンス・クリステル・ホルン ヨハンネス・ヘスフロト・クレボ                 | フランス (FRA) リシャール・ジューヴ ユゴ・ラパリュー クレマン・パリス モーリス・マニフィカ                               |

## 30 km
| 大会名                      | 金                                          | 銀                                            | 銅                                        |
| --------------------------- | ------------------------------------------- | --------------------------------------------- | ----------------------------------------- |
| 1956 コルチナ・ダンペッツオ | ヘイコ･ハクリネン フィンランド (FIN)        | シクステン・イェルンベリ スウェーデン (SWE)   | パヴェル・コルチン ソビエト連邦 (URS)     |
| 1960 スコーバレー           | シクステン・イェルンベリ スウェーデン (SWE) | ロルフ・レームゴールト スウェーデン (SWE)     | ニコライ・アニキン ソビエト連邦 (URS)     |
| 1964 インスブルック         | イーロ・マンチランタ フィンランド (FIN)     | ハラルト・グロニンゲン ノルウェー (NOR)       | イゴール・ボロンチキン ソビエト連邦 (URS) |
| 1968 グルノーブル           | フランコ・ノネス イタリア (ITA)             | オッド・マルティンセン ノルウェー (NOR)       | イーロ・マンチランタ フィンランド (FIN)   |
| 1972 札幌                   | ビャチェスラフ・ベデニン ソビエト連邦 (URS) | ポル・チルドム ノルウェー (NOR)               | ヨス･ハルビケン ノルウェー (NOR)          |
| 1976 インスブルック         | セルゲイ・サベリエフ ソビエト連邦 (URS)     | ウィリアム･コーク アメリカ合衆国 (USA)        | イバン・ガラニン ソビエト連邦 (URS)       |
| 1980 レークプラシッド       | ニコライ・ジミャトフ ソビエト連邦 (URS)     | ヴァシーリー・ロチェフ ソビエト連邦 (URS)     | イバン・レバノフ ブルガリア (BUL)         |
| 1984 サラエボ               | ニコライ・ジミャトフ ソビエト連邦 (URS)     | アレクサンドル・ザビヤロフ ソビエト連邦 (URS) | グンデ・スヴァン スウェーデン (SWE)       |
| 1988 カルガリー             | アレクセイ・プロクロロフ ソビエト連邦 (URS) | ヴラジーミル・スミルノフ ソビエト連邦 (URS)   | ベガール・ウルバン ノルウェー (NOR)       |
| 1992 アルベールビル         | ベガール・ウルバン ノルウェー (NOR)         | ビョルン・ダーリ ノルウェー (NOR)             | テリエ・ラングリ ノルウェー (NOR)         |
| 1994 リレハンメル           | トーマス・アルスゴール ノルウェー (NOR)     | ビョルン・ダーリ ノルウェー (NOR)             | ミカ・ミュルレ フィンランド (FIN)         |
| 1998 長野                   | ミカ・ミュルレ フィンランド (FIN)           | エルリング・イエブネ ノルウェー (NOR)         | シルビオ・ファウネル イタリア (ITA)       |
| 2002 ソルトレークシティ     | クリスチャン・ホフマン オーストリア (AUT)   | ミハエル・ボトビノフ オーストリア (AUT)       | クリステン・シェルダル ノルウェー (NOR)   |

## 10km
| 大会名              | 金                                  | 銀                                          | 銅                                        |
| ------------------- | ----------------------------------- | ------------------------------------------- | ----------------------------------------- |
| 1992 アルベールビル | ベガール・ウルバン ノルウェー (NOR) | マルコ・アルバレロ イタリア (ITA)           | クリステル・マイベック スウェーデン (SWE) |
| 1994 リレハンメル   | ビョルン・ダーリ ノルウェー (NOR)   | ヴラジーミル・スミルノフ カザフスタン (KAZ) | マルコ・アルバレロ イタリア (ITA)         |
| 1998 長野           | ビョルン・ダーリ ノルウェー (NOR)   | マルクス・ガントラー オーストリア (AUT)     | ミカ・ミュルレ フィンランド (FIN)         |

## スキーアスロン
- 1992-1998: 10kmクラシカル + 15kmフリー
- 2002: 10kmクラシカル + 10kmフリー
- 2006,2010: 15kmクラシカル + 15kmフリー
- 2014: スキーアスロンに名称変更15kmクラシカル + 15kmフリー

| 大会名                  | 金                                                  | 銀                                            | 銅                                          |
| ----------------------- | --------------------------------------------------- | --------------------------------------------- | ------------------------------------------- |
| 1992 アルベールビル     | ビョルン・ダーリ ノルウェー (NOR)                   | ベガール・ウルバン ノルウェー (NOR)           | ジョルジョ・ヴァンツェッタ イタリア (ITA)   |
| 1994 リレハンメル       | ビョルン・ダーリ ノルウェー (NOR)                   | ヴラジーミル・スミルノフ カザフスタン (KAZ)   | シルビオ・ファウネル イタリア (ITA)         |
| 1998 長野               | トーマス・アルスゴール ノルウェー (NOR)             | ビョルン・ダーリ ノルウェー (NOR)             | ヴラジーミル・スミルノフ カザフスタン (KAZ) |
| 2002 ソルトレークシティ | トーマス・アルスゴール ノルウェー (NOR)             | 該当者なし                                    | パー・エロフソン スウェーデン (SWE)         |
| 2002 ソルトレークシティ | フローデ・エスティル ノルウェー (NOR)               | 該当者なし                                    | パー・エロフソン スウェーデン (SWE)         |
| 2006 トリノ             | エフゲニー・デメンティエフ ロシア (RUS)             | フローデ・エスティル ノルウェー (NOR)         | ピエトロ・ピレル・コットレル イタリア (ITA) |
| 2010 バンクーバー       | マルクス・ヘルナー スウェーデン (SWE)               | トビアス・アンゲラー ドイツ (GER)             | ヨハン・オルソン スウェーデン (SWE)         |
| 2014 ソチ               | ダリオ・コロニャ スイス (SUI)                       | マルクス・ヘルナー スウェーデン (SWE)         | マルティン・スンビュ ノルウェー (NOR)       |
| 2018 平昌               | シーメン・ヘグスタッド・クルーゲル ノルウェー (NOR) | マルティン・ヨンスル・スンビ ノルウェー (NOR) | ハンス・クリステル・ホルン ノルウェー (NOR) |
| 2022 北京               | アレクサンドル・ボルシュノフ ROC (ROC)              | デニス・スピツォフ ROC (ROC)                  | イーボ・ニスカネン フィンランド (FIN)       |

## 個人スプリント
- 2002,2010: 1.5kmクラシカル
- 2006: 1.35kmフリー

| 大会名                  | 金                                              | 銀                                          | 銅                                                              |
| ----------------------- | ----------------------------------------------- | ------------------------------------------- | --------------------------------------------------------------- |
| 2002 ソルトレークシティ | トール・アルネ・ヘトラン ノルウェー (NOR)       | ペーター・シュリッケンリーダー ドイツ (GER) | クリスチャン・ゾルジ イタリア (ITA)                             |
| 2006 トリノ             | ビョルン・リンド スウェーデン (SWE)             | ロディ・ダラゴン フランス (FRA)             | トビアス・フレデリクソン スウェーデン (SWE)                     |
| 2010 バンクーバー       | ニキータ・クリウコフ ロシア (RUS)               | アレクサンドル・パンジンスキー ロシア (RUS) | ペッテル・ノールトゥグ ノルウェー (NOR)                         |
| 2014 ソチ               | オーラ＝ビゲン・ハッテスタッド ノルウェー (NOR) | テオドール・ペテション スウェーデン (SWE)   | エミル・イエンソン スウェーデン (SWE)                           |
| 2018 平昌               | ヨハネス・ヘスフロト・クレボ ノルウェー (NOR)   | フェデリコ・ペレグリノ イタリア (ITA)       | アレクサンドル・ボルシュノフ ロシアからのオリンピック選手 (OAR) |
| 2022 北京               | ヨハンネス・ヘスフロト・クレボ ノルウェー (NOR) | フェデリコ・ペレグリーノ イタリア (ITA)     | アレクサンドル・テレンチエフ ROC (ROC)                          |

## 団体スプリント
| 大会名            | 金                                                                         | 銀                                                                                 | 銅                                                                    |
| ----------------- | -------------------------------------------------------------------------- | ---------------------------------------------------------------------------------- | --------------------------------------------------------------------- |
| 2006 トリノ       | トビアス・フレドリクソン and ビョルン・リンド スウェーデン (SWE)           | イエンス・アルネ・スバルテダル and トール・アルネ・ヘトラン ノルウェー (NOR)       | イワン・アリポフ and ヴァシーリー・ロチェフ ロシア (RUS)              |
| 2010 バンクーバー | オイステイン・ペテルセン and ペッテル・ノールトゥグ ノルウェー (NOR)       | ティム・チャルンケ and アクセル・タイヒマン ドイツ (GER)                           | ニコライ・モリロフ and アレクセイ・ペチュホフ ロシア (RUS)            |
| 2014 ソチ         | イーヴォ・ニスカネン and サミ・ヤウホヤルヴィ フィンランド (FIN)           | マキシム・ヴィレグジャニン and ニキータ・クリュコフ ロシア (RUS)                   | エミル・イエンソン and テオドール・ペテション スウェーデン (SWE)      |
| 2018 平昌         | ノルウェー (NOR) マルティン・ヨンスル・スンビ ヨハネス・ヘスフロト・クレボ | ロシアからのオリンピック選手 (OAR) デニス・スピツォフ アレクサンドル・ボルシュノフ | フランス (FRA) モリス・マニフィカ リシャール・ジューブ                |
| 2022 北京         | ノルウェー (NOR) エリック・ヴァルネス ヨハンネス・ヘスフロト・クレボ       | フィンランド (FIN) イーヴォ・ニスカネン ヨニ・マキ                                 | ROC (ROC) アレクサンドル・ボルシュノフ アレクサンドル・チェレンチエフ |